# دايكي سوغا
دايكي سوغا (باليابانية: 菅 大輝) (10 سبتمبر 1998 في أوتارو في اليابان – )؛ هو لاعب كرة قدم ياباني سابق كان يلعب كمهاجم.

## وصلات خارجية
- دايكي سوغا على موقع رابطة كرة القدم اليابانية للمحترفين (اليابانية)
- دايكي سوغا على موقع قاعدة بيانات كرة القدم.إي يو (الإنجليزية)
- دايكي سوغا على موقع ناشيونال فوتبول تيمز (الإنجليزية)
- دايكي سوغا على موقع Soccerway.com (الإنجليزية)
- دايكي سوغا على موقع عالم كرة القدم.نت (الإنجليزية)
- دايكي سوغا على موقع كووورة